# أمثلية باريتو

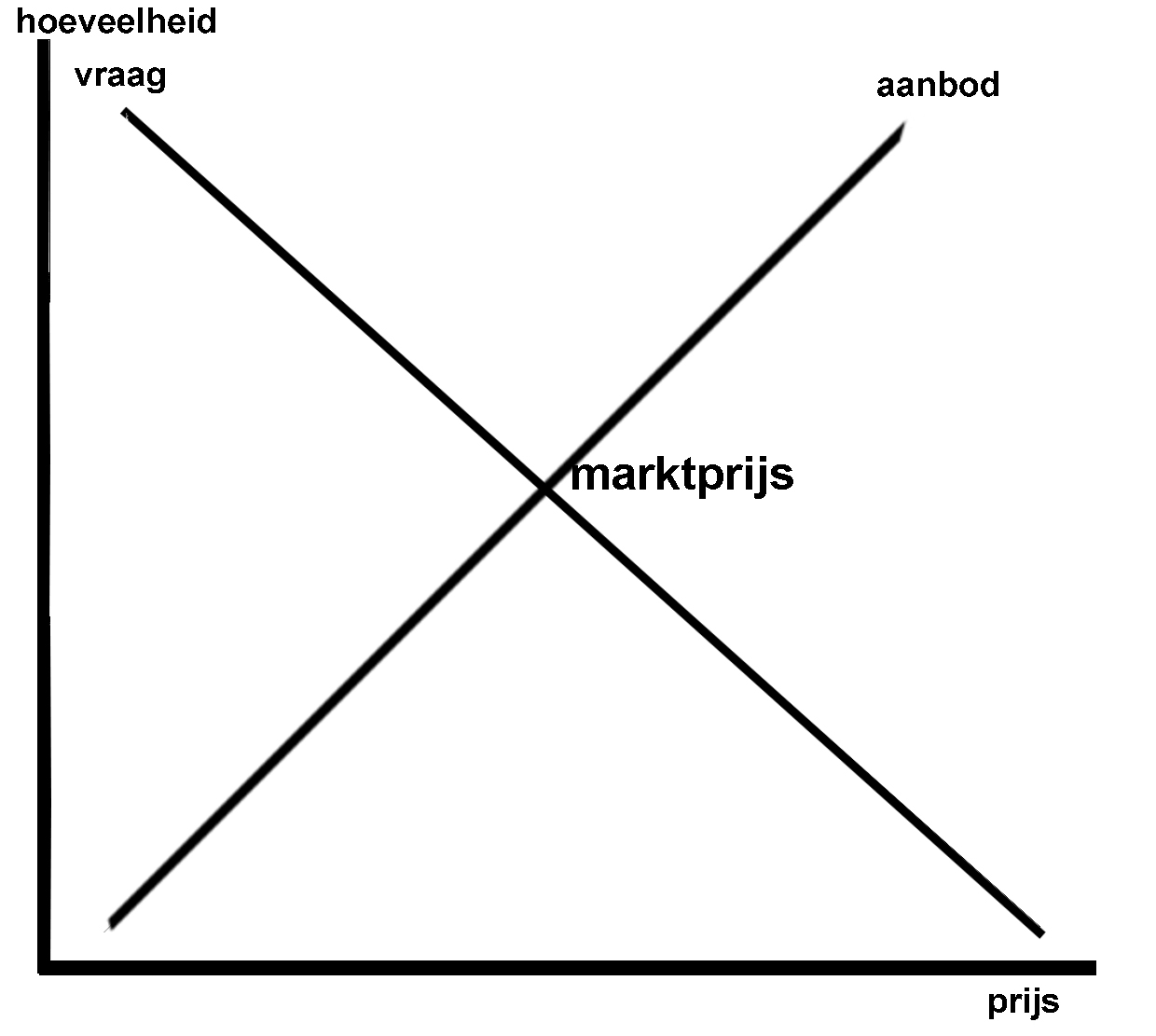

وتسمى أيضاً كفاءة باريتو وهي مصطلح اقتصادي استحدثه العالم الاقتصادي الإيطالي فيلفريدو باريتو يطلق على حالة الكفاءة الاقتصادية التي تحدث عندما لا يمكن زيادة منفعة مستهلك أو سلعة ما إلا عن طريق الإضرار بمستهلك أو سلعة أخرى، وهي تختلف عن حالة أفضلية باريتو؛ إذ أن حالة الأمثلية لا تتحقق إلا عند يتم استنفاد كافة التفضيلات.
وتتحقق أمثلية باريتو رياضياً في التبادل (الاستبدال) عندما:
{\displaystyle MRS_{x}^{A},_{y}=MRS_{x}^{B},_{y}}
حيث
A:المستهلك (أ)
B:المستهلك (ب)
x:السلعة (س)
y:السلعة (ص)
MRS:المعدل الحدي للاحلال(Marginal rate of substitution) للسلعة (س) مكان السلعة (ص): أي ما يجب التنازل عنه من السلعة (ص) من أجل زيادة الاستهلاك من السلعة (س) بمقدار وحدة واحدة مع الإبقاء على نفس مستوى المنفعة (منحنى السواء).